# Causey (Novo México)
Causey é uma vila localizada no estado americano de Novo México, no Condado de Roosevelt.

## Demografia
Segundo o censo americano de 2000, a sua população era de 52 habitantes.
Em 2006, foi estimada uma população de 59, um aumento de 7 (13.5%).

## Geografia
De acordo com o United States Census Bureau tem uma área de
8,0 km², dos quais 8,0 km² cobertos por terra e 0,0 km² cobertos por água.

## Localidades na vizinhança
O diagrama seguinte representa as localidades num raio de 52 km ao redor de Causey.